# Pangasius sabahensis
Pangasius sabahensis is een straalvinnige vissensoort uit de familie van de reuzenmeervallen (Pangasiidae). De wetenschappelijke naam van de soort is voor het eerst geldig gepubliceerd in 2003 door Gustiano, Teugels & Pouyaud.